# ادوار دبا-پونسان

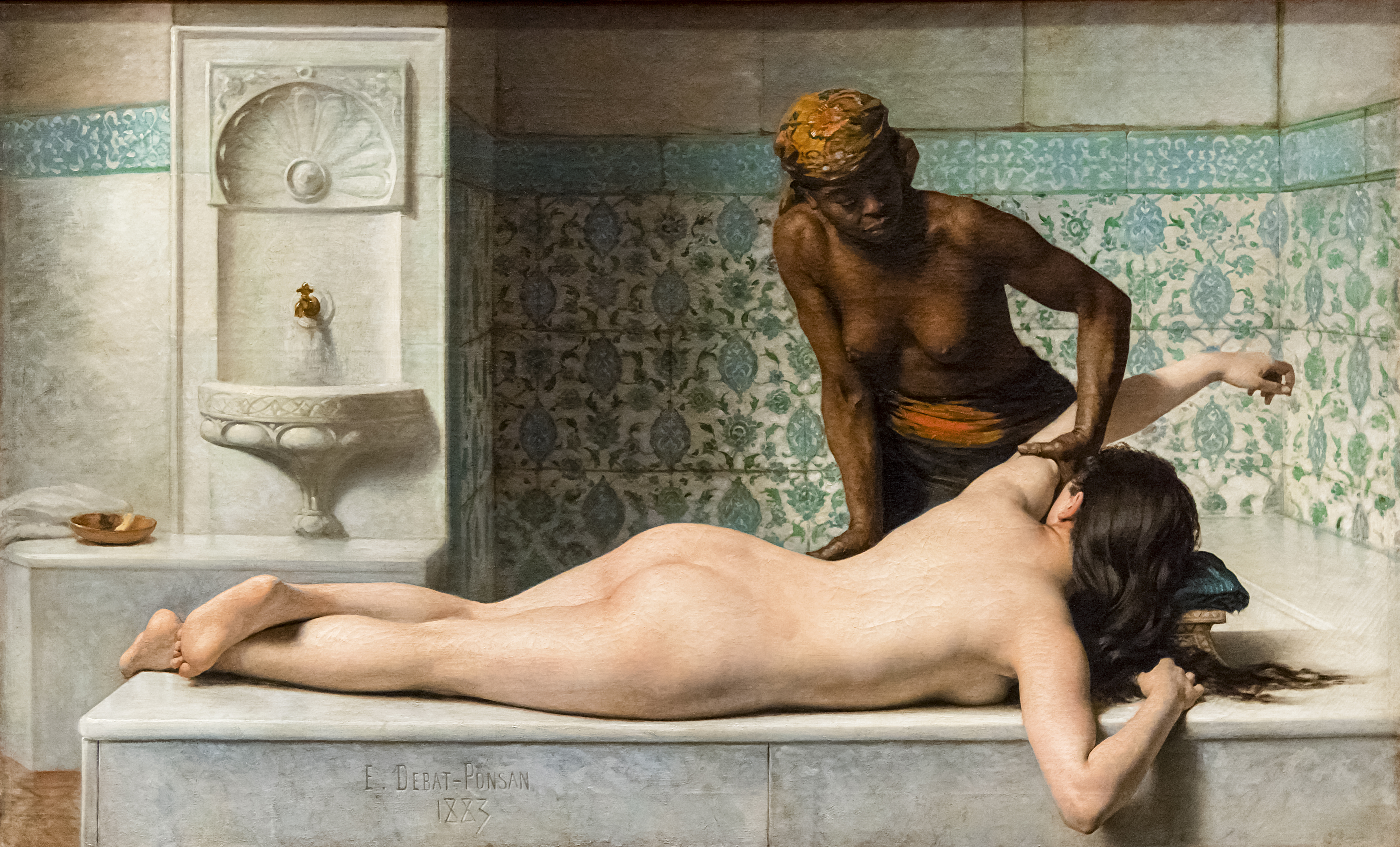
تابلوی ماساژ، نام اثری است از ادوار دبا-پونسان که در سال ۱۸۸۳ میلادی خلق شد. اثر برده‌ای را در حین ماساژ دختری جوان در یک حمام ترکی به تصویر کشیده‌است. این اثر اکنون در موزه آگوستین در تولوز نگه‌داری می‌شود.

ادوار دبا-پونسان (فرانسوی: Édouard Debat-Ponsan‎; ۲۵ آوریل ۱۸۴۷ – ۲۹ ژانویهٔ ۱۹۱۳) نقاش آکادمیک اهل فرانسه بود.
او برندهٔ جوایزی همچون جایزه بزرگ رم شده‌است.

## نگارخانه

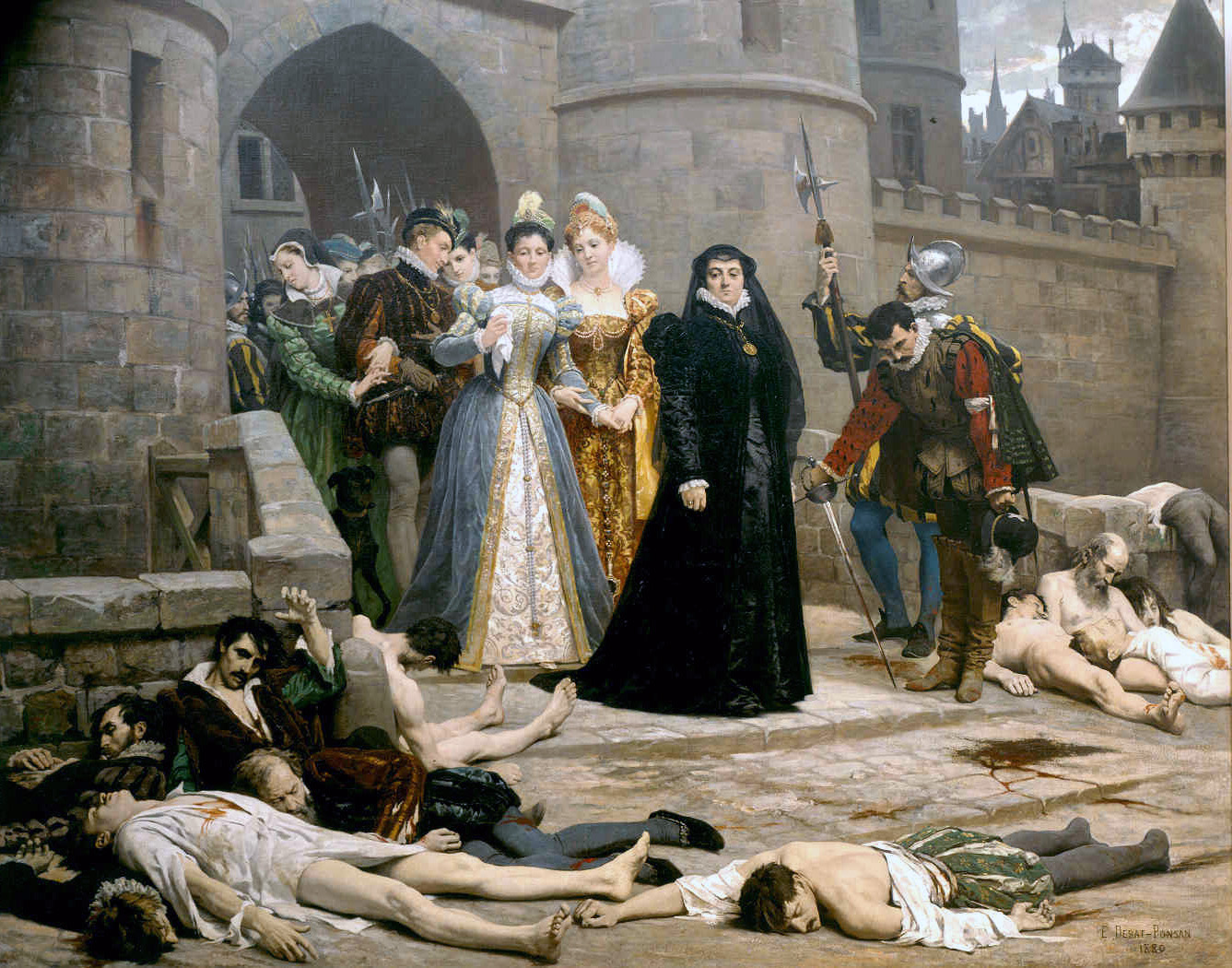
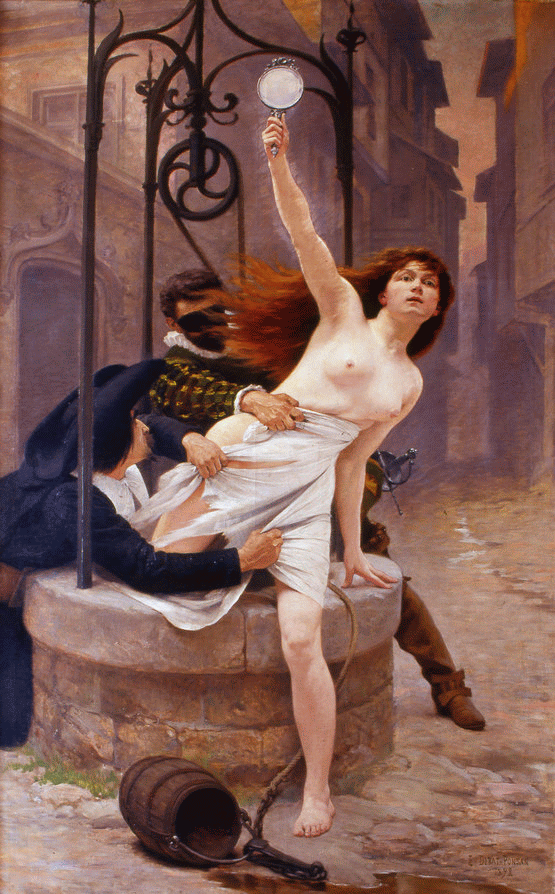
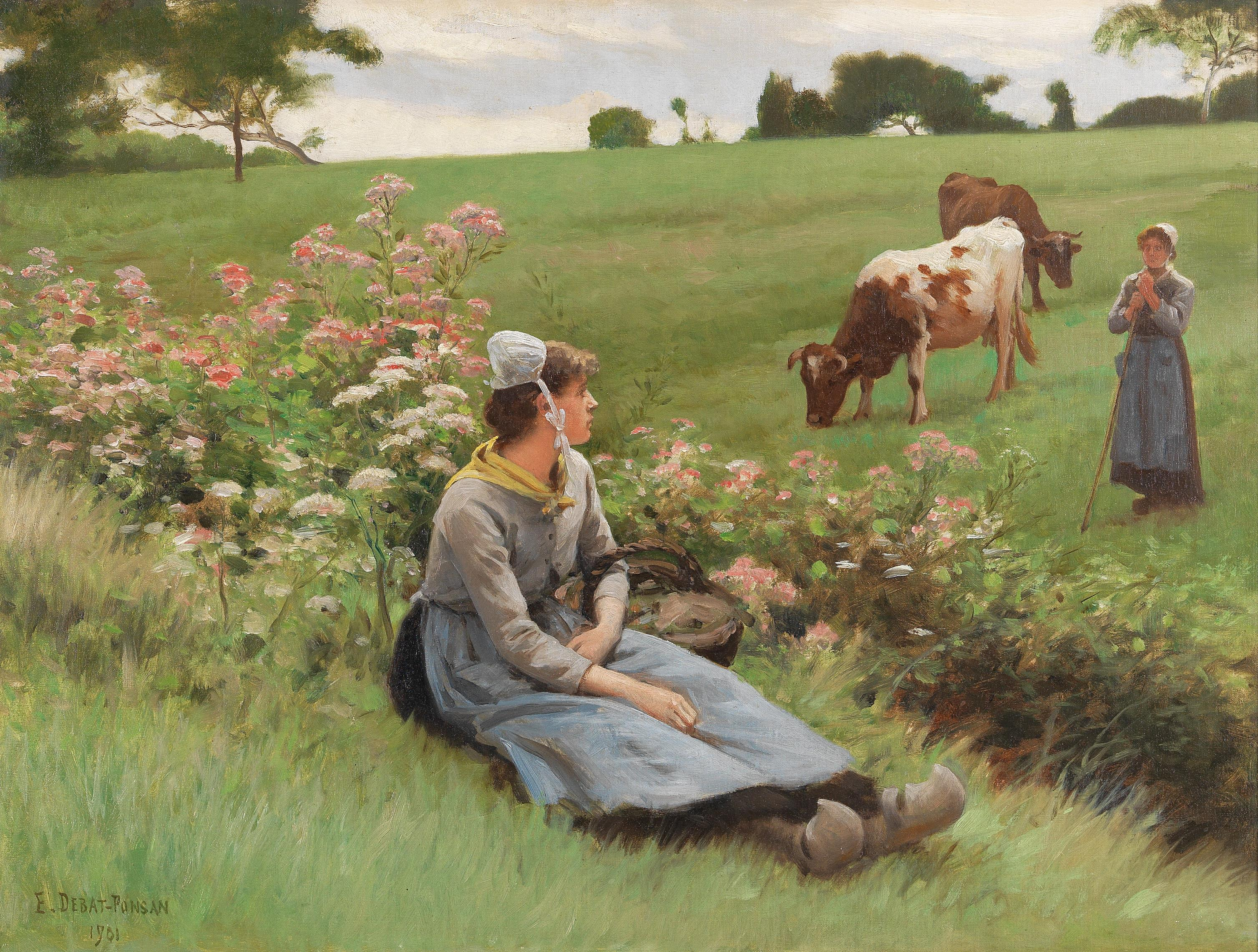